# Willingham by Stow
Willingham by Stow är en by i Lincolnshire, England. Orten har 582 invånare (2016). Byn nämndes i Domedagsboken (Domesday Book) år 1086, och kallades då Welingeham/Wilingeham.